# 大谷温泉 (和歌山県)
大谷温泉（おおたにおんせん）は和歌山県有田郡有田川町大谷にある温泉である。1889年（明治22年）創業の旅館が1軒あり、日帰り入浴も可能である。有田川の北側のみかん山の山裾にある。

## アクセス
- 紀伊宮原駅より車で15分。有田インターチェンジより車で15分

## 旅館
民家の様な簡素な造りで、客室は簡素な和室のみである。
1957年以前は、日本赤十字社の傷痍軍人用の療養施設として使用されていた。

## 泉質等
- 含食塩重炭酸土類泉（無色透明）[1]
- 泉温：14 °C
- 効用（浴用）：リウマチ、火傷、湿疹など[1]
- 効用（飲用）：痛風、胃カタル、アレルギー性疾患[1]

飲用も可能であるため、温泉を使用した料理も出されている。